# Dokonalá shoda
Dokonalá shoda (v anglickém originále Materialists) je romantická komedie z roku 2025 režisérky Celine Song, která k filmu také napsala scénář. V hlavních rolích účinkují Dakota Johnsonová, Chris Evans a Pedro Pascal. Děj se odehrává v New Yorku, kde na pozadí luxusu a bohatství sleduje milostný trojúhelník mezi dohazovačkou, jejím expřítelem a hercem a okouzlujícím milionářem.
Jedná se o druhým celovečerním snímek režisérky Song po jejím debutu Minulé životy (2023), přičemž pokračuje ve zkoumání intimity, identity a moderních vztahů. Premiéra filmu v České republice proběhne dne 14. srpna 2025. Od kritiků se mu dostalo obecně pozitivních recenzí.

## Obsazení
- Dakota Johnsonová jako Lucy
- Chris Evans jako John
- Pedro Pascal jako Harry Castillo
- Zoë Winters jako Sophie
- Marin Ireland jako Violet
- Dasha Nekrasova jako Daisy
- Louisa Jacobson jako Charlotte
- Sawyer Spielberg jako Mason
- Eddie Cahill jako Robert
- Joseph Lee jako Trevor
- John Magaro jako Mark P. (hlas)

## Produkce
Film režírovala a scénář k němu napsala Celine Song, přičemž se jedná se o její druhý celovečerní film po debutu Minulé životy (2023). Projekt byl oznámen v únoru 2024 a producenty se stali Christine Vachon a Pamela Koffler ze společnosti Killer Films a David Hinojosa ze společnosti 2AM. V době oznámení bylo potvrzeno, že se v hlavních rolích objeví Dakota Johnsonová, Chris Evans a Pedro Pascal. Společnost A24 se stala distributorem filmu ve Spojených státech a mezinárodním prodejním zástupcem, díky čemuž se projekt dostal na evropský filmový trh za účelem zajištění jeho financování. Film byl spolufinancován společností IPR.VC.
Později téhož měsíce získala společnost Sony Pictures mezinárodní distribuční práva (s výjimkou Ruska, Číny a Japonska) za osmimístnou částku.
V květnu 2024 bylo oznámeno, že se k obsazení připojí Zoë Winters, Dasha Nekrasova, Louisa Jacobson a Marin Ireland.